# Chrysas Mensa
La  Chrysas Mensa è una struttura geologica della superficie di Marte.